# جابر ابوزید
جابر ابوزید (انگلیسی: Gaber Abouzeid; ۲۰ ژوئن ۱۹۵۴ – ۱۵ اوت ۲۰۲۰) بازیکن والیبال اهل مصر بود.